# Courcelles-Sapicourt
Courcelles-Sapicourt település Franciaországban, Marne megyében. Lakosainak száma 395 fő (2022. január 1.). Courcelles-Sapicourt Branscourt, Jonchery-sur-Vesle, Muizon, Prouilly, Rosnay és Savigny-sur-Ardres községekkel határos.

## Népesség
A település népességének változása:
| Lakosok száma | 127  | 160  | 182  | 233  | 369  | 358  | 378  | 395  | 403  | 395  |
|               | 1968 | 1982 | 1990 | 2006 | 2013 | 2015 | 2017 | 2019 | 2020 | 2022 |